# Antoni Feliu i Codina
Antoni Feliu i Codina (Barcelona, novembre 1846 - 4 de setembre de 1917) fou un periodista i polític català, germà de Josep Feliu i Codina.

## Biografia
No acabà dret per l'enfrontament amb un professor de Dret Polític reaccionari de la Universitat de Barcelona i es passà al periodisme i a l'acció política des de la base com a membre del Partit Republicà Federal i del Club dels Federalistes. El maig de 1869 fundà l'organització política La Juventud Republicana. Fou un home de lletres i d'acció política des de l'ombra de personalitats com la de Valentí Almirall i col·laborà en el volum El libro del ciudadano (1877), dirigit per Francesc Pi i Margall i Gonçal Serraclara i Costa.
Conjuntament amb Manuel Lasarte i Valentí Almirall fundà El Estado Catalán (1869-1872), fundà i dirigí el setmanari La Barretina (1891) i col·laborà a Un Tros de Paper (1865), La Campana de Gràcia (1870), La Rambla, Lo Nunci (1877-1883), Diari Català (1879) i El Diluvio on treballà entre 1888 i 1917. Moltes de les seves col·laboracions de la dècada dels 60 i 70 les signà amb el pseudònim d'Antonet Serra.
Morí després de vint anys de patir una paralitzant atàxia locomotriu progressiva, que el retingué paralitzat al llit i amb ceguesa, però que no li impedí l'activitat periodística i dictar les seves famoses Memorias de un veterano de la República que deixà malauradament inacabades i que es publicaren entre el 1916 i 1917 a El Diluvio. Aquests articles han estat traduïts al català per Xavi Milian i recopilats íntegrament en el llibre Memòries d’un veterà de la República publicat per l'Editorial Tigre de Paper.